# Иракли Ревишвили
Иракли Ревишвили (груз. ირაკლი რევიშვილი; Тбилиси, 3. новембар 1989) грузијски је пливач чија ужа специјалност су трке слободним стилом на 200 и 400 метара. Некадашњи је национални рекордер и вишеструки првак и двоструки учесник Олимпијских игара.  

## Спортска каријера
Ревишвили је дебитовао на међународној пливачкој сцени у сениорској конкуренцији као петнаестогодишњак, на Светском првенству у малим базенима које је 2004. одржано у Индијанаполису. Такмичио се и на седам светских првенстава у великим базенима, у Монтреалу 2005, Перту 2007, Риму 2009, Шангају 2011, Казању 2015, Будимпешти 2017. и Квангџуу 2019. године. 
Био је члан грузијске олимпијске репрезентације на ЛОИ 2008. у Пекингу (53. место на 200 слободно) и на ЛОИ 2016. у Рију (45. место на 400 слободно). 